# Подлесье (Жабинковский район)
Подлесье (бел. Падлессе) — деревня в Жабинковском районе Брестской области Беларуси. Входит в состав Хмелевского сельсовета.

## География
Деревня находится в западной части Брестской области, при автодороге Н-138, на расстоянии приблизительно 12 километров (по прямой) к северо-западу от города Жабинка, административного центра района. Абсолютная высота — 153 метра над уровнем моря. Площадь населённого пункта — 1,7703 км².

## История
В письменных источниках начинает упоминаться начиная с XVII века.
По состоянию на 1905 год, в Подлесье проживало 784 человека. В административном отношении деревня входила в состав Турнянской волости Брестского уезда Гродненской губернии.
Согласно Рижскому мирному договору (1921), деревня вошла в состав межвоенной Польши, входила в состав гмины Турна Брестского повета Полесского воеводства. В 1921 году числилось 345 жителей, проживавших в 64 домах. В этническом составе населения того периода поляки составляли 98,6 %, белорусы — 1,4 %. В конфессиональном составе населения преобладали католики (54,5 %), православных было 45,5 %.
С 1939 года в БССР, с 1940 года в составе Соколовского сельсовета Жабинковского района. До 30 июля 1966 года входила в состав Пелищенского сельсовета Каменецкого района. C 1966 по 1972 годы являлась частью Сакского сельсовета. В 1972 году включена в состав Хмелевского сельсовета.

## Население
По данным переписи 2019 года, в деревне проживало 309 человек.
| Год  | Население, человек |
| ---- | ------------------ |
| 1858 | 420                |
| 1905 | ↗ 784              |
| 1921 | ↘ 345              |
| 1940 | ↗ 921              |
| 1959 | ↘ 508              |
| 1970 | ↘ 500              |
| 2005 | ↘ 399              |
| 2009 | ↘ 342              |
| 2019 | ↘ 309              |